# Diplommatina ringens
Diplommatina ringens é uma espécie de gastrópode  da família Diplommatinidae.
É endémica de Palau.